# 528
Раннє Середньовіччя. У Східній Римській імперії триває правління Юстиніана I. Наймогутнішими державами в Європі є Остготське королівство на Апеннінському півострові та Франкське королівство, розділене на частини між синами Хлодвіга. У Західній Галлії встановилося Бургундське королівство.
Іберію та частину Галлії займає Вестготське королівство, Північну Африку — Африканське королівство вандалів та аланів, у Тисо-Дунайській низовині лежить Королівство гепідів. В Англії розпочався період гептархії.
У Китаї період Північних та Південних династій. На півдні править династія Лян, на півночі — Північна Вей. В Індії правління імперії Гуптів. У Японії триває період Ямато. У Персії править династія Сассанідів.
На території лісостепової України в VI столітті виділяють пеньківську й празьку археологічні культури. VI століття стало початком швидкого розселення слов'ян. У Північному Причорномор'ї співіснують різні кочові племена, зокрема гуни, сармати, булгари, алани.

## Події
- 13 лютого візантійський імператор Юстиніан I призначив комісію з упорядкування римського права, яке залишалося незмінним з часів Адріана.
- Візантійські війська дали відсіч булгарам у Мезії.
- У Константинополі прийняли християнство король гепідів Гретес та вождь таврійських гунів Грод. Коли Грод повернувся до своїх підлеглих, вони його вбили.
- Візантійські війська на чолі з Велізарієм зазнали поразки від персів у Месопотамії.
- Магараджа Малави розбив ефталітів у центральній Індії. Ефталіти відійшли в Пенджаб і Кашмір, де асимілювалися.
- Корейська держава Пекче прийняла буддизм.